# Neolamprologus savoryi
 Neolamprologus savoryi  (Syn.: Lamprologus savoryi) ist ein im Tanganjikasee endemischer Buntbarsch. Die Art wurde 1949 durch den belgischen Ichthyologen Max Poll beschrieben und nach Savory einem Verwaltungsbeamten des damaligen belgischen Kongos benannt.

## Beschreibung
Neolamprologus savoryi wird 8 bis 9 cm lang und hat einen mäßig langgestreckten, seitlich abgeflachten Körper. Die Grundfärbung ist silbergrau, bläulich rosa, dunkelblau oder graubraun, zum Rücken hin dunkler und zum Bauch heller wird. Auf den Körperseiten liegen sechs dunkle Querbinden, die oben breiter sind und in Richtung Bauch spitzer verlaufen. Der Rand des Kiemendeckels ist tiefschwarz, eine Linie, die vom Auge schräg nach hinten und unten verläuft schwärzlich. Die Lippen sind blaugrau. Männchen und Weibchen sehen gleich aus.

## Lebensweise
Neolamprologus savoryi lebt ufernah in sedimentreichen Geröllzonen und nutzt Höhlen und Felsspalten als Verstecke. Eine Darmlänge von 70 % der Standardlänge deutet auf einen Allesfresser hin und Magenuntersuchungen ergaben das die Fische Kleinkrebse (Copepoden), Insektenlarven (Diptera) und pflanzliches Material fressen. Sie sind Höhlenlaicher, die territorialen Männchen unterhalten eine Haremsgruppe mit zwei oder mehreren Weibchen. Diese betreuen das kleine Gelege und die Jungfische, während die sehr aggressiven Männchen das Revier verteidigen. Die Jungfische sind direkt nach dem Schlupf sehr klein und halten sich versteckt. Der Brutpflegeinstinkt der Eltern erlischt erst wenn die Jungfische eine Größe von 3 cm erreicht haben.